# Dean Ballinger
Dean Ross Ballinger (5. November 1973 – 30. August 2022) war ein neuseeländischer Dichter, Musiker, Cartoonist und Akademiker.

## Leben und Werk
Dean Ross Ballinger wurde am 5. November 1973 in Te Awamutu als Sohn von Ross Edwin Ballinger und Joan Marian Ballinger (ehemals Tayler, geborene Hewlett) geboren.
Ballinger besuchte die Grundschule und die Highschool in Te Awamutu.
Seine frühen Jahre waren geprägt von Comics und Musik sowie einem Interesse am Paranormalen. Bereits als Gymnasiast gründete er eine Garagenband und zeichnete Cartoons und entwarf Comics.
Ballinger studierte an der Universität von Waikato in Hamilton, wo er einen Bachelor (1995) und einen Magisterabschluss in Film and Television Studies (1997) erwarb. Ein Auslandsjahr führte ihn nach Japan, wo er Englisch unterrichtete und sich mit der japanischen Anime-Kultur vertraut machte. Während seiner Studienzeit zeichnete Ballinger Comics für die Zeitschrift Nexus, drehte Filme für den Studentenfilmwettbewerb Plan 9 – 1995 gewann er den begehrten Preis „Bester Schauspieler“ – und war an dem Studentenfernsehsender Static TV beteiligt.
1995 begann Ballinger seine Tätigkeit als Moderator für den Radiosender Contact 89FM und stützte sich dabei auf sein umfangreiches musikalisches Wissen und seinen trockenen Humor. Für den Sender UFM arbeitete er darauf eine Zeitlang als Frühstücksmoderator an der Seite von Greg Page.
Ballinger war Schlagzeuger in zwei Bands: der Punk-Gruppe Mobile Stud Unit, wo seine satirische und dichterische Begabung oft zur Produktion der Lyrics führte, und The Hollow Grinders, die innovativen und unverwechselbaren Surf spielten. Als Sänger und am Keyboard spielte er eine führende Rolle bei Lumiere und Disco Volante. Als Werbetexter und mit dem Entwurf und der Produktion von Auftrittsplakaten stärkte er das Profil vieler zeitgenössischer neuseeländischen Band, nicht zuletzt der Datsuns, die internationalen Ruhm erlangten.
Die Serie Comic Shelf Life aus dem Jahr 2013 bildete eines seiner öffentlichkeitswirksamsten und beliebtesten Werke. Andere Ballinger-Veröffentlichungen – wie die Olio-Reihe (1997–2006) oder The Tower (2016/2024) – bedienen sich einer breiten Palette an Techniken und Tönen, von parodistisch bis abstrakt. Im Jahr 2015 gab er Hamiltron – City of the Future heraus, eine Anthologie mit Comicstrips neuseeländischer Cartoon-Kollegen, inspiriert von seinem Glauben an die Kunstform und seinem Interesse an den Zukunftsperspektiven neuseeländischer Mittelstädte.
Ballinger schloss seine Doktorarbeit unter dem Titel Conspiratoria – the Internet and the Logic of Conspiracy Theory („Conspiratoria – das Internet und die Logik von Verschwörungstheorien“) im Jahr 2012 ab. Die Arbeit wurde 2022 veröffentlicht.
Ballinger schrieb eine Reihe von Artikeln für die Fortean Times, eine britische Publikation. Sein Artikel The Mage Who Sold the World („Der Magier, der die Welt verkaufte“) über David Bowies Interesse am Okkulten und Paranormalen wurde zur Titelgeschichte im März 2016. Ein weiterer Artikel mit dem Titel Looking Through a Glass Onion: The Beatles and Pop Music Conspiracy Theories, der auf Material basiert, das auf einer Wintec-Konferenz 2018 gehalten wurde, wurde ebenfalls viel rezipiert. Ballinger schrieb zudem Essays über Stanley Kubrick, Mark E. Smith und Salvador Dali.
Seit 2016 arbeitete Ballinger zunächst als Senior-Tutor, später als Senior Lecturer an der Universität in Hamilton und an der polytechnischen Hochschule Wintec. Ballingers Fähigkeiten sowohl im praktischen, künstlerischen Bereich, u. a. als Zeichner, Designer und Zeichentrickfilmer, als auch seine profunde akademische Bildung kamen seiner Dozentenstelle in der Screen & Media Studies Fakultät besonders zugute.
Als Satiriker konnte Ballinger provokante und furchtlose herrschaftskritische Texte schreiben, seine emphatische, lyrische und philosophische Seite kam vor allem in seinen Gedichten zum Ausdruck. Seine Lyrik wurde vielfach veröffentlicht, unter anderem in Poetry New Zealand, und sein Gedicht Meditations upon walking a Dog inspirierte 2021 die Anthologie Up Flynn Road, across Cook Strait, through the Magellanic Cloud…, die von der Dichtergruppe „Ampersand“ herausgegeben wurde, deren Mitglied er war.
Ballinger litt an einer schnell fortschreitenden Motoneuron-Erkrankung, die 2019 zum Verlust seiner Sprache und zu starken Bewegungseinschränkungen führte, so dass er nur noch mit einer Hand und mithilfe eines Computers kommunizieren konnte. Bis kurz vor seinem Tod beteiligte er sich computergestützt bei der Community Akademie EarthDiverse, zeichnete und schrieb Lyrik. Er starb am 30. August 2022 im Waikato Hospital.